# جلنار حب الرمان
جلنار حب الرمان هي زوجة الملك المظفر سيف الدين قطز وصاحبة العبارة الشهيرة ((واإسلاماه)) والتي كانت آخر كلمة نطقت بها قبل أن تموت شهيدة على يد التتار في عين جالوت.

## قصتها
ذكرت بعض الروايات - هي شخصيه خياليه لم ترد الا في خيال على احمد باكثير وذلك حتى يعطى تشويقا لقصته منها رواياة (واإسلاماه) للمؤلف علي أحمد باكثير - أن اسمها الحقيقي هو جهاد وانها ابنة جلال الدين منكبرتي وكان قطز - واسمه الحقيقي آن ذاك محمود - ابن عمتها أخت جلال الدين وقد أسرت مع عائلتها على يد التتار بعد هزيمة الخوارزميين فسموها جلنار وغيروا اسم محمود إلى قطز وظلا ينتقلان من يد إلى يد وذكرت رواية (واإسلاماه) أنهما حين كانا في دمشق عند موسى بن غانم المقدسي باع جلنار دون قطز لرجل مصري فاشترى رجل يدعى ابن الزعيم قطز ومن ثم انتقل إلى مصر وصار تحت رعاية الأمير عز الدين أيبك ووجدها هناك وتزوجها.وقد كانت مقاتلة شجاعة

## موقفها في عين جالوت واستشهادها
لما كان يوم عين جالوت حضر سيف الدين قطز ومعه زوجته جلنار حب الرمان المعركة؛ وأثناء القتال تمكن التتار من زحزحة صفوف المسلمين حتى إنهم وصلوا إلى خيام المعسكر فضربوا جلنار وهبّ قطز إليها وهي تلفظ أنفاسها الأخيرة فقال (واحبيبتاه .. وازوجاه) فردت عليه وهي على حالها (لا تقل واحبيبتاه بل قل واإسلاماه) ثم فاضت روحها إلى بارئها ونهض قطز من مكانه وانقض على جيش التتر يقتل فيهم وهو يصرخ (الله أكبر .. واإسلاماه) فتحمس المسلمون واشتدوا في قتالهم حتى هزموهم هزيمة منكروقد قاتلت مع زوجها الملك قطز

## جلنار حب الرمان في السينما و التلفزيون
ظهرت شخصية جلنار في فيلم واإسلاماه و قد جسدت دورها الممثلة لبنى عبد العزيز. وجسّدت دورها في الدراما التليفزيونية الفنّانة مادلين طبر في مسلسل الفرسان و كانت الشخصية اسمها هند.

## أهم المراجع
رواية واإسلاماه - علي أحمد باكثير (أديب يمني ).
كتاب فلسطين.. التاريخ المصور - طارق السويدان.